# Carranzo
Carranzo es una parroquia del concejo español de Llanes, perteneciente al Principado de Asturias.

## Historia
A finales del siglo XIX, la parroquia, ya por entonces parte del concejo de Llanes, tenía contabilizada una población de 300 habitantes. Aparece descrita en el Diccionario geográfico y estadístico de Asturias (1897) de José González Aguirre con las siguientes palabras:

CARRANZO [Santa Eulalia de]: parr. del conc. y part. jud. de Llanes, á 18 leg. de Oviedo y 2 de la villa de Llanes, situada en la falda de una sierra con clima frío pero saludable. Comprende los l. de Ahedo, Araviar de Abajo, Arabiar de Arriba, Botera y María Peláez; conf. por el N. con Pendueles y Vidiago; por el E. con Tresgandas; por el S. y O. con el monte Cuera, que le separa de Peñamellera. Su terreno es bastante quebrado, pero tiene algunas colinas bastante fertiles. Produce trigo, maiz, patatas, lino, cáñamo, castañas, nueces, avellanas y otras frutas; cria ganado vacuno, caballar, lanar, cabrío y de cerda; tiene varios molinos harineros, telares y lagares de sidra. Población 58 vec. 300 hab.
(González Aguirre, 1897, p. 88)

En 2022, tenía empadronados 115 habitantes.